# Harte Burschen – steile Zähne
Harte Burschen – steile Zähne ist eine US-amerikanische Filmkomödie aus dem Jahr 1943 von William A. Seiter mit Jean Arthur und John Wayne in den Hauptrollen.

## Handlung
Die New Yorkerin Molly Truesdale unternimmt eine Vergnügungsfahrt per Bus in den Westen. Ihre Verehrer Malcolm Scott, Bob Hastings und Gregg Stone verabschieden sie, was ihre Sitznachbarin Florrie Bendix beeindruckt. Nach der Begrüßung durch den Reiseleiter Smiley Lambert geht die Reise los.
Der Bus macht Station in Fairfield. Beim dortigen Rodeo lernt Molly durch einen Unfall den Cowboy Duke Hudkins kennen. Hudkins Pferd wirft ihn ab, so dass er auf Molly landet. Sie fragt ihn nach einem Autogramm, er lädt sie auf ein Bier ein. Im Saloon gibt sich Molly ihren Tagträumen einer Romanze mit Duke hin, doch als dieser drei Freundinnen und seinen Kumpel Waco einlädt, verlässt sie den Tisch. Duke kann sie wieder zurückholen. Molly entlarvt einen Betrüger mit manipulierten Würfeln und verhindert somit, dass Duke sein Geld verliert. Es kommt zu einer Kneipenschlägerei, bei dem Molly durch ein Fenster geworfen wird und in einem Heuhaufen landet. Auch Duke landet im Heu. Hier offenbart er ihr, dass er kein Interesse an einer Heirat habe. Er schwärmt ihr stattdessen von seinem Pferd Sammy vor, woraufhin Molly sich eine Geschichte über ihr sagenhaftes Pferd Gwendolyn ausdenkt.
Duke begleitet Molly zum Busdepot. Da seine Uhr beim Kampf kaputt gegangen ist, verpasst Molly die Abfahrt. Duke bietet ihr sein Hotelzimmer an sowie eine Fahrt nach Gold City, der nächsten Station des Busses. In der Nacht versucht Duke, sich ihr zu nähern, was Molly so aufbringt, dass sie das Mitnahmeangebot ausschlägt. Per Anhalter macht sie sich am nächsten Morgen auf den Weg, wird aber an einer einsamen Stelle mitten in der Wüste abgesetzt. Waco und Duke, mit Sammy aufgeladen auf dem Weg zum nächsten Rodeo, finden sie auf und nehmen sie mit.
Abends schlagen die drei ein Lager auf. Am Lagerfeuer spricht Duke erneut abfällig über Hochzeiten. Molly wird es kalt, sie nimmt sich Sammys Decke und wickelt sich ein. Am nächsten Morgen sieht Duke Molly in der Decke. Er nimmt die Decke und legt sie wieder über Sammy. Sammy hat sich allerdings schon erkältet. Duke macht Molly dafür verantwortlich. Der Tierarzt in Gold City befürchtet, dass Sammy an einer Lungenentzündung sterben könnte. Molly will sich bei Duke entschuldigen, doch der lässt sie stehen und geht davon.
Molly erfährt, dass Sammy wieder gesund wird. Sie läuft zum Rodeo, bei dem Duke antritt, und überbringt die gute Nachricht. Beide beeilen sich, Sammy zu besuchen. Molly mietet ein Zimmer in dem Motel, in dem Duke abgestiegen ist. Sie lädt ihn zu einem selbstgemachten Abendessen ein. Tatsächlich küssen sich die beiden, doch beim Abwasch fühlt sich Duke von ihr übertölpelt und stürzt wütend aus dem Zimmer.
Molly besteigt am nächsten Morgen traurig den Bus, um nach New York zurückzukehren. Dort wird sie von ihren drei Verehrern begrüßt und durch die Tür in die Wartehalle geführt. Dort wartet jedoch auch Duke auf sie, der sie nach draußen trägt. Er schlägt den protestierenden Bob nieder und bringt Molly in den Bus um sie zurück in den Westen zu bringen. Duke macht ihr einen Antrag, der Bus rollt an zu einer neuen Reise in den Westen.

## Produktion
Gedreht wurde von Ende Januar bis Ende März 1943 in Palmdale sowie in den RKO-Studios in Los Angeles.

## Stab und Besetzung
Albert S. D’Agostino und Alfred Herman waren die Art Directors, Darrell Silvera und Al Fields die Szenenbildner. Edward Stevenson war für die Kostüme verantwortlich, Vernon L. Walker für die Spezialeffekte. Musikalischer Direktor war Constantin Bakaleinikoff.
In kleinen nicht im Abspann erwähnten Nebenrollen traten Rudy Bowman, Lane Chandler, George DeNormand, Eddie Dew und Hank Worden auf.

## Veröffentlichung
Die Premiere des Films fand am 19. August  1943 statt. In der Bundesrepublik Deutschland kam er am 14. Oktober 1960 in die Kinos, in Österreich schon 1951 unter dem Titel Der Wildwestkavalier.

## Kritiken
Das Lexikon des internationalen Films schrieb: „Ein inszenatorisch routiniertes, unaufwendiges Lustspiel mit launigen Einfällen und reizvollem ironischem Unterton.“